# Lollapalooza Chile 2012
Lollapalooza Chile 2012 fue la segunda versión de ese festival realizado en ese país. Se llevó a cabo en el parque O'Higgins de la ciudad de Santiago de Chile los días 31 de marzo y 1 de abril de 2012.

## Desarrollo
Debido al gran efecto y recibimiento que tuvo Lollapalooza Chile 2011, el cual reunió a miles de personas, la organización decidió repetir el festival en Santiago de Chile.
Al finalizar el festival se dio a conocer una cifra de la gente que asistió al evento y la cifra fue de alrededor de más de 115 mil personas durante ambas jornadas
En un principio cuando se mostró por primera vez el cartel fue muy mal recibido por muchos fanes del festival ya que las bandas que se unieron al festival fueron muy alternativas y hubo muy pocos artistas de larga carrera como lo es Björk, MGMT, Joan Jett y Foo Fighters, finalmente el festival terminó siendo otro año más un festival muy bien recibido y muchos nombres se hicieron muy populares como lo fue Calvin Harris, Skrillex, Tinie Tempah y Foster the People, entre otros nombres.
Dentro del festival como ambiente se mejoraron muchas cosas, como mayor seguridad, más tiendas de comida, información del evento y merchandising además de un mejor ambiente.[cita requerida]

## Artistas participantes
| Sábado 31 de marzo   | Sábado 31 de marzo | Sábado 31 de marzo | Sábado 31 de marzo | Sábado 31 de marzo | Sábado 31 de marzo      |
| Claro-LG Stage       | Coca Cola Stage    | Alternative Stage  | Perry's Stage      | Huntcha Stage      | Kidzapalooza            |
| -------------------- | ------------------ | ------------------ | ------------------ | ------------------ | ----------------------- |
| Björk                | Arctic Monkeys     | Crosses            | Calvin Harris      | Silvestre          | 31 minutos              |
| Cage the Elephant    | Los Jaivas         | Electrodomésticos  | Bassnectar         | Föllakzoid         | MC Billeta              |
| Thievery Corporation | Gogol Bordello     | Los Tetas          | Pretty Lights      | La Mala Senda      | Inti-Illimani Histórico |
| Gentleman            | Gustavo Cordera    | HopPo!             | Surtek Collective  | Pulenta            | Los Plumabits           |
| Pedro Piedra         |                    |                    |                    |                    |                         |

Tras finalizar el primer día se dio a conocer un análisis de varios medios en donde artistas como Cage the Elephant, 31 minutos, Calvin Harris, Björk y Arctic Monkeys fueron muy bien criticados por los medios. En tanto al finalizar el segundo día los artistas que mejor presentaron fueron, Foo Fighters, MGMT, Skrillex, Foster the People y según muchos la mejor banda del festival lo fue TV on the Radio. El festival fue muy bien visto por los fanáticos por lo que días después se confirmó la tercera versión el año 2013.
| Domingo 1 de abril          | Domingo 1 de abril | Domingo 1 de abril              | Domingo 1 de abril | Domingo 1 de abril | Domingo 1 de abril |
| Claro-LG Stage              | Coca Cola Stage    | Alternative Stage               | Perry's Stage      | Huntcha Stage      | Kidzapalooza       |
| --------------------------- | ------------------ | ------------------------------- | ------------------ | ------------------ | ------------------ |
| Foo Fighters                | MGMT               | Peaches                         | Above & Beyond     | Jiminelson         | 31 minutos         |
| Joan Jett & The Blackhearts | TV on the Radio    | Illya Kuryaki & The Valderramas | Skrillex           | Fernando Milagros  | Unknown            |
| Band of Horses              | Friendly Fires     | Morodo                          | Tinie Tempah       | We Are the Grand   | Mazapán            |
| Foster the People           | Camila Moreno      | Systema Solar                   | The Crystal Method | Gush               | Anitchie           |
|                             | Juana Fe           |                                 | Alex Anwandter     | Soul & Sendes      |                    |

## Sideshows
Como novedad, varios artistas realizaron conciertos paralelos a Lollapalooza, lo cual se denomina sideshow. Estas presentaciones son independientes al festival mismo y se llevaron a cabo en recintos distintos al Parque O'Higgins.
| Artista             | Ubicación                  | Fecha       |
| ------------------- | -------------------------- | ----------- |
| Skrillex            | Teatro La Cúpula           | 30 de marzo |
| Simian Mobile Disco | Centro Cultural Amanda     | 30 de marzo |
| Friendly Fires      | Centro Cultural Amanda     | 31 de marzo |
| Foster the People   | Centro Cultural Amanda     | 1 de abril  |
| Calvin Harris       | Suka Club (Sun Monticello) | 1 de abril  |

| Predecesor: Lollapalooza Chile 2011 | Lollapalooza Chile 2012 2012 | Sucesor: Lollapalooza Chile 2013 |